# Picotet canyella
El picotet canyella (Picumnus fulvescens) és una espècie d'ocell de la família dels pícids. És endèmic del nord-est del Brasil, on viu a altituds de fins a 950 msnm. Els seus hàbitats naturals són els boscos caducifolis, semicaducifolis i secundaris, així com els matollars secundaris degradats. És considerat una espècie gairebé amenaçada per la desforestació. El seu nom específic, fulvescens, significa ‘groguenc’ en llatí.